# Districtul municipal 34, Acadia, Alberta
Districtul municipal (M.D.) 34, Acadia, Alberta, Canada este situat la est de Calgary. Districtul se află în Diviziunea de recensământ 4. El se întinde pe suprafața de 1,076.26 km2  și avea în anul 2011 o populație de 495 locuitori.
Cities Orașe
--
Towns Localități urbane
--
Villages Sate
--
Summer villages Sate de vacanță
--
Așezări
- Acadia
- Arneson
- Haven

## Atracții turistice
- Prairie Elevator Museum in the Hamlet of Acadia Valley[2]
- Acadia Municipal Recreation Dam -  pescuit de păstrăvi